# Prasonica anarillea
Prasonica anarillea är en spindelart som beskrevs av Roberts 1983. Prasonica anarillea ingår i släktet Prasonica och familjen hjulspindlar.
Artens utbredningsområde är Aldabra. Inga underarter finns listade i Catalogue of Life.